# Myiagra vanikorensis
Monarca-de-barriga-ruiva ou papa-moscas-de-vanikoro (Myiagra vanikorensis) é uma espécie de ave da família Monarchidae.
Pode ser encontrada nos seguintes países: Fiji e Ilhas Salomão.
Os seus habitats naturais são: florestas subtropicais ou tropicais húmidas de baixa altitude, florestas de mangal tropicais ou subtropicais e regiões subtropicais ou tropicais húmidas de alta altitude.